# Craig Forrest
Craig Lorne Forrest (Coquitlam, 20 settembre 1967) è un ex calciatore canadese, portiere.

## Palmarès

### Club
- Campionato inglese di seconda divisione: 1

Ipswich Town: 1992
- Coppa di Lega inglese: 1

Chelsea: 1997
- Coppa Intertoto UEFA: 1

West Ham: 1999

### Nazionale
- Gold Cup: 1

2000

### Individuale
- Miglior giocatore della Gold Cup: 1

2000